# Seiki Ichihara
Seiki Ichihara (市原 聖曠?, Ichihara Seiki; ...) è un allenatore di calcio giapponese.

## Carriera

### Allenatore
Nel giugno del 1981 la Federazione calcistica del Giappone (日本サッカー協会?, Nihon Sakkā Kyōkai), internazionalmente nota come Japan Football Associatio (JFA), decide di istituire la prima squadra nazionale femminile in occasione della Coppa delle nazioni asiatiche, quell'anno disputata a Hong Kong. La federazione diede a Ichihara il compito di essere il primo  commissario tecnico della squadra.
Il 7 giugno di quell'anno il Giappone gioca il suo primo incontro internazionale con le avversarie del Taipei cinese, venendo sconfitte con il risultato di 1-0, proseguendo con una seconda sconfitta, 2-0 con la Thailandia. Solo con il terzo incontro, svoltosi l'13 giugno, la squadra conquistò la sua prima vittoria contro l'Indonesia, sul goal di Etsuko Handa.
In settembre in Giappone viene organizzato il Portpier 81 International Ladies Football Festival, in seguito considerato la prima edizione del Mundialito, torneo ad invito destinato a nazionali femminili, dove oltre alla nazionale nipponica si contesero il trofeo tre formazioni dell'area UEFA, Danimarca, Inghilterra e Italia. In quell'occasione Ichihara dirige la nazionale nelle due sconfitte con l'Inghilterra (0-4) e poi con l'Italia (0-9), quest'ultima la peggior sconfitta nella storia della squadra nazionale giapponese.

## Statistiche

### Statistiche da allenatore

#### Panchine da commissario tecnico della nazionale giapponese femminile
| Cronologia completa delle presenze e delle reti in nazionale ― Giappone | Cronologia completa delle presenze e delle reti in nazionale ― Giappone | Cronologia completa delle presenze e delle reti in nazionale ― Giappone | Cronologia completa delle presenze e delle reti in nazionale ― Giappone | Cronologia completa delle presenze e delle reti in nazionale ― Giappone | Cronologia completa delle presenze e delle reti in nazionale ― Giappone | Cronologia completa delle presenze e delle reti in nazionale ― Giappone | Cronologia completa delle presenze e delle reti in nazionale ― Giappone |
| Data                                                                    | Città                                                                   | In casa                                                                 | Risultato                                                               | Ospiti                                                                  | Competizione                                                            | Reti                                                                    | Note                                                                    |
| ----------------------------------------------------------------------- | ----------------------------------------------------------------------- | ----------------------------------------------------------------------- | ----------------------------------------------------------------------- | ----------------------------------------------------------------------- | ----------------------------------------------------------------------- | ----------------------------------------------------------------------- | ----------------------------------------------------------------------- |
| 7-6-1981                                                                | Hong Kong                                                               | Giappone                                                                | 0 – 1                                                                   | Taipei cinese                                                           | Coppa d'Asia - 1981                                                     | -                                                                       |                                                                         |
| 11-6-1981                                                               | Hong Kong                                                               | Giappone                                                                | 0 – 2                                                                   | Thailandia                                                              | Coppa d'Asia - 1981                                                     | -                                                                       |                                                                         |
| 13-6-1981                                                               | Hong Kong                                                               | Giappone                                                                | 1 – 0                                                                   | Indonesia                                                               | Coppa d'Asia - 1981                                                     | -                                                                       |                                                                         |
| 6-9-1981                                                                | Kobe                                                                    | Giappone                                                                | 0 – 4                                                                   | Inghilterra                                                             | Mundialito 1981                                                         | -                                                                       |                                                                         |
| 9-9-1981                                                                | Tokyo                                                                   | Giappone                                                                | 0 – 9                                                                   | Italia                                                                  | Mundialito 1981                                                         | -                                                                       |                                                                         |
| Totale                                                                  |                                                                         | Presenze                                                                | 5                                                                       |                                                                         | Reti                                                                    | 1                                                                       |                                                                         |